# Salah Bensalah
Salah Bensalah est un acteur marocain qui a commencé sa carrière avec son premier film télévisé Le Peuple de l’horloge en 2009, réalisé par Hicham Lasri,.

## Biographie
Salah Bensalah a fréquenté l’Académie supérieure des arts de la scène de Rabat et étudié le théâtre pendant quatre ans. Il a obtenu un diplôme en 2003 et a commencé à travailler au théâtre.
Bensalah est apparu dans plusieurs films, dont Intimate Enemy et The End, son premier long métrage avec le réalisateur marocain Hicham Lasri.

## Filmographie
- 2009 : Le Peuple de l’horloge
- 2010 : Terminus des anges (un des trois courts métrages)
- 2011 : The End
- 2013 : Traitors
- 2013 : C'est eux les chiens...
- 2013 : Prisoners of the Sun
- 2014 : The Sea is behind (Al bahr min ouaraikoum)
- 2016 : Tikitat-A-Soulima
- 2018 : Masood, Saida and Saadan
- 2019 : The Unknown Saint
- 2020 : Bissara Overdose
- 2023 : Les Meutes

## Web-série
- No-vaseline Fatwa, une web-série écrite et réalisée par Hicham Lasri et publiée  sur www.youtube.com en 2017-2018. No-vaseline Fatwa[7] est une sorte de faux vlog ou le personnage principal, un moudjahidine auto-proclamé explique sa vision du monde depuis sa cave qu’il prétend est située dans une montagne au Pakistan, présenté par Salah Bensalah